# Округ Монтгомери (Мериленд)
Округ Монтгомери (енгл. Montgomery County) је округ у америчкој савезној држави Мериленд.

## Демографија
По попису из 2010. године број становника је 971.777, што је 98.436 (11,3%) становника више него 2000. године.
| Група             | 2000.           | 2010.           |
| Белци             | 519.318 (59,5%) | 478.765 (49,3%) |
| Афроамериканци    | 132.256 (15,1%) | 167.315 (17,2%) |
| Азијати           | 98.651 (11,3%)  | 135.451 (13,9%) |
| Хиспаноамериканци | 100.604 (11,5%) | 165.398 (17,0%) |
| Укупно            | 873.341         | 971.777         |